# Roberto Baggio
Roberto Baggio (* 18. Februar 1967 in Caldogno, Provinz Vicenza) ist ein ehemaliger italienischer Fußballspieler. Der Offensivspieler verbrachte seine erfolgreichste Zeit im Vereinsfußball bei Juventus Turin.
Trotz mehrerer schwerer Knieverletzungen im Laufe seiner Karriere lief er 456 Mal in der Serie A auf und liegt mit 205 Toren aktuell auf dem siebten Rang der Rekordtorschützenliste. Roberto Baggio gilt als einer der besten Offensivspieler aller Zeiten. Er wurde im Jahr 1993 als FIFA-Weltfußballer des Jahres sowie Europas Fußballer des Jahres (Ballon d’Or) ausgezeichnet und ist unter anderem Teil der Hall of Fame des Italienischen Fußballs und der FIFA 100.
Er lief 56 Mal für die italienische Nationalmannschaft auf, mit der er 1994 Vize-Weltmeister wurde.
Aufgrund seiner Fähigkeiten und der Zopffrisur, die Baggio über die meiste Zeit seiner Karriere trug, bekam er den Spitznamen „Il Divin Codino“ (Das göttliche Zöpfchen).

## Familie
Roberto Baggio stammt aus der oberitalienischen Kleinstadt Caldogno (Region Venetien) und ist das zweitjüngste von insgesamt acht Kindern der Eheleute Matilde und Florindo Baggio. Beim örtlichen Verein Caldogno Calcio begann er als Siebenjähriger mit dem Jugendfußball und „Robi“ erwarb sich den Ruf eines Ausnahmetalents. Sein jüngerer Bruder Eddy (* 1974) war später ebenfalls Fußballprofi in der Serie B.
Zu dem gleichnamigen Fußballer Dino Baggio besteht keine Verwandtschaftsbeziehung.

## Vereinskarriere

### Lanerossi Vicenza

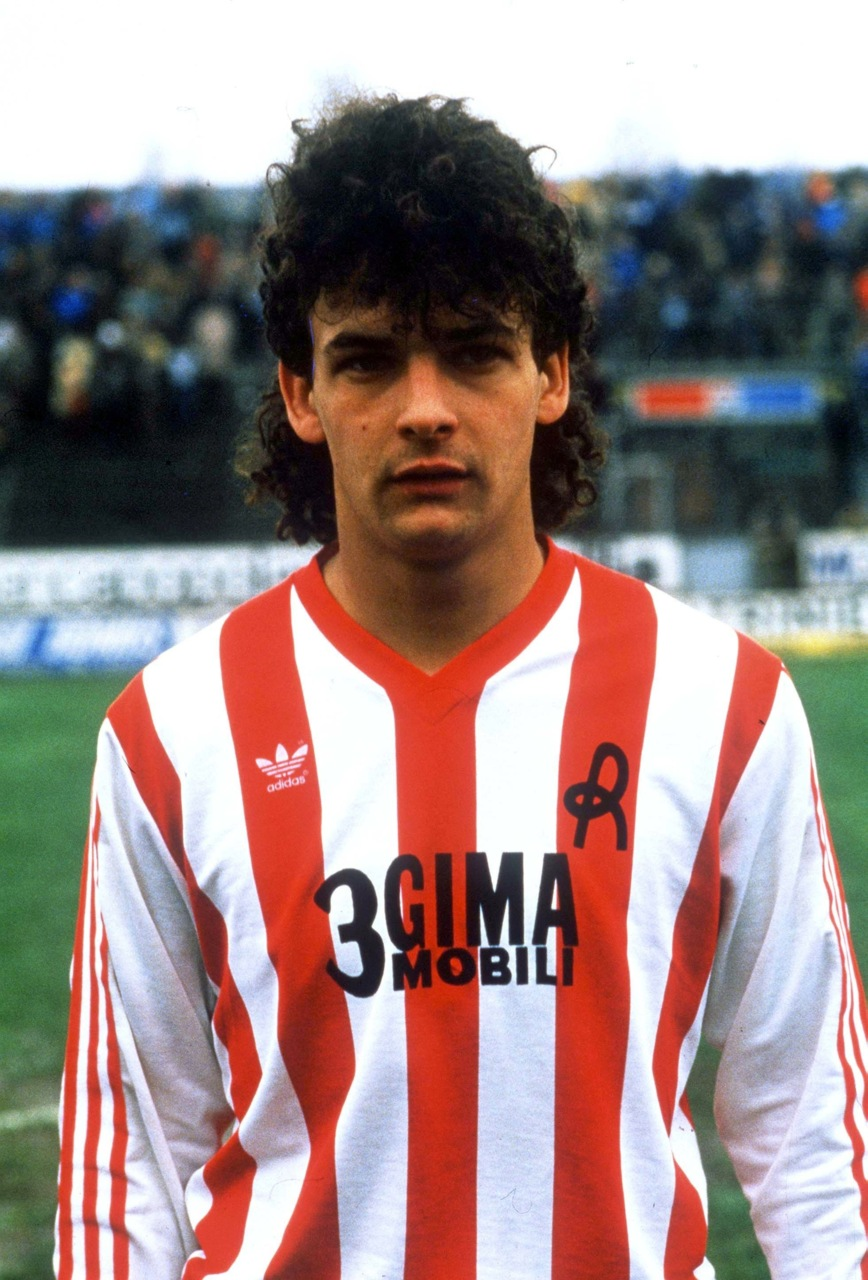
Roberto Baggio im Trikot von Vicenza (1984)

Mit 13 Jahren wechselte Baggio in die Nachwuchsabteilung des Drittligisten Lanerossi Vicenza aus der nur zehn Kilometer entfernten Provinzhauptstadt Vicenza. Schon als Jugendlicher gehörte er zum Kader der Seniorenmannschaft und gab am letzten Spieltag der Serie C1 (5. Juni 1983) mit 16 Jahren sein Debüt. Nachdem Baggio es in der folgenden Saison 1983/84 auf sechs Einsätze (ein Tor) gebracht hatte, gelang ihm in seiner dritten Saison endgültig der sportliche Durchbruch. Unter Trainer Bruno Giorgi entwickelte er sich zu einem Leistungsträger und hatte mit zwölf Saisontoren großen Anteil an Vicenzas Aufstieg in die zweitklassige Serie B. Baggio war das Aushängeschild des Vereins und wurde im selben Jahr für die U-16 Juniorennationalmannschaft nominiert. Nach dem ersten Erfolg seiner Karriere hatte Baggio das Interesse verschiedener Vereine aus der Serie A auf sich gezogen und am 5. Mai 1985 unterschrieb er einen Profivertrag bei der AC Florenz. Der Klub aus der Toskana ließ sich den Transfer stattliche 2,7 Milliarden Lire (umgerechnet 1,39 Millionen Euro) kosten. Doch in seinem letzten Spiel für Vicenza, zwei Tage nach der Vertragsunterzeichnung mit Florenz, zog sich Baggio einen Kreuzband- und Meniskusriss im rechten Knie zu.

### AC Florenz
Aufgrund der schweren Knieverletzung befürchtete man sogar ein frühzeitiges Karriereende und Baggio musste in einer aufwendigen Operation mit insgesamt 220 Stichen genäht werden. Somit verpasste er seine komplette Premierensaison und obwohl der AC Florenz die Möglichkeit zum Rücktritt von dem bereits geschlossenen Vertrag hatte, hielt die Vereinsführung an Baggio fest, der seinerseits auf einen Teil des Gehalts verzichtete. In dieser Phase der Ungewissheit und erzwungenen Ruhe geriet der Spieler in eine tiefe persönliche Krise, die ihn schließlich zum buddhistischen Glauben brachte. Erst am 21. September 1986 konnte Baggio im Heimspiel gegen Sampdoria Genua (2:0) sein Debüt in Italiens höchster Spielklasse feiern. Doch schon eine Woche nach seinem Comeback folgte der nächste Rückschlag, als er sich erneut schwer am Meniskus verletzte und auch einen Großteil der Saison 1986/87 ausfiel. Nach hartem Aufbautraining kehrte Baggio gegen Ende der Rückrunde in die Mannschaft zurück und konnte die Saison versöhnlich abschließen: Am vorletzten Spieltag erzielte er beim 1:1 gegen den neuen italienischen Meister SSC Neapel um Diego Maradona seinen ersten Treffer in der Serie A.
Nach zwei von Verletzungen geprägten Jahren war Baggio vollständig genesen, was ihn endlich in die Lage versetzte, sein enormes fußballerisches Talent abzurufen. Unter Trainer Sven-Göran Eriksson schaffte er in der Saison 1987/88 mit konstanten Leistungen den Sprung zum Stammspieler und er zahlte das ihm entgegengebrachte Vertrauen zurück. Neben seiner Abschlussstärke zeichnete sich Baggio durch Torgefahr bei Standardsituationen aus und er avancierte 1988/89 zum Shootingstar der Serie A, die zu dieser Zeit als beste Liga der Welt angesehen wurde. Der elegante und spielstarke Edeltechniker erzielte 15 Tore und bildete mit Stefano Borgonovo ein torgefährliches Angriffsduo, das 29 der insgesamt 44 Saisontreffer des AC Florenz beisteuerte. Im Entscheidungsspiel um die UEFA-Pokal-Qualifikation gelang Baggio der umjubelte 1:0-Siegtreffer gegen den punktgleichen AS Rom. In der folgenden Spielzeit (1989/90) konnte sich Baggio nochmals steigern und belegte mit 17 Saisontoren hinter Marco van Basten den zweiten Platz der Torschützenliste (sog. Capocannoniere). Obwohl die Violetten in der Liga lange Zeit gegen den Abstieg kämpften und die Saison nur auf dem 12. Platz beendeten, sorgte die Mannschaft international für Aufsehen und erreichte das Finale des UEFA-Pokals. In der 3. Runde gegen Dynamo Kiew war Baggio sein erstes internationales Tor gelungen und in Anerkennung seiner Leistungen zeichnete ihn die Sportzeitschrift Il Guerin Sportivo mit der Trofeo Bravo als besten Nachwuchsspieler Europas aus. In den Endspielen des UEFA-Pokals war Florenz allerdings chancenlos und unterlag dem favorisierten Juventus Turin (1:3 und 0:0).
Nach dieser Niederlage verkündete Vereinspräsident Flavio Pontello am 19. Mai 1990 den Transfer Baggios zu Juventus, das die damalige Rekordsumme von 25 Milliarden Lire (umgerechnet 12,9 Millionen Euro) zahlte. Die Nachricht vom Verkauf ihres Starspielers an den verhassten Erzfeind löste in Florenz gewalttätige Ausschreitungen der Ultra-Gruppierungen aus, bei denen etwa 50 Menschen verletzt wurden. Baggio selbst hielt sich in der Angelegenheit zurück und vermied unbedachte Äußerungen in der Öffentlichkeit. Später sagte er zu seinem spektakulären Vereinswechsel:

„Ich wollte in Florenz bleiben, aber ich wurde gegen meinen Willen zu diesem Transfer gezwungen. Mein Herz wird immer violett bleiben.“

### Juventus Turin
Nach der Weltmeisterschaft 1990 nahm Baggio den Spielbetrieb bei Juventus Turin auf und die Erwartungen an den teuersten Fußballer der Welt waren dementsprechend hoch. Baggio erhielt das prestigeträchtige Trikot mit der Rückennummer 10 und wurde von der ambitionierten Vereinsführung des Rekordmeisters als legitimer Nachfolger von Michel Platini angesehen. Der Umstand, dass er bei seiner Präsentation ohne den obligatorischen Juventus-Schal erschien, kam bei den Fans seines neuen Arbeitgebers allerdings nicht gut an. Sein offizielles Debüt gab er am 1. September 1990 bei der 1:5-Niederlage in der Supercoppa Italiana gegen den SSC Neapel und erzielte den Ehrentreffer.
Die Alte Dame befand sich in einer Phase der sportlichen Neuorientierung und Trainer Luigi Maifredi setzte auf die offensive Durchschlagskraft des Sturmtrios Roberto Baggio, Salvatore Schillaci und Pierluigi Casiraghi. Doch nach der durchwachsenen Saison 1990/91 erreichte der Klub nur einen enttäuschenden siebten Platz, womit man erstmals seit 1962 die Qualifikation für den internationalen Wettbewerb verpasste. Auch mit dem frühzeitigen Ausscheiden in der Coppa Italia (Viertelfinale) und dem Scheitern am FC Barcelona im Halbfinale des Europapokals der Pokalsieger blieb Juve deutlich hinter den eigenen Ansprüchen zurück. Während Baggio mit neun Treffern bester Torschütze des Pokalsiegerwettbewerbs war, verlief sein erstes Jahr in der Liga mit 14 Toren und vier Vorlagen zufriedenstellend. In der Rückrunde kam es am 7. April 1991 zur lang erwarteten Rückkehr bei der AC Florenz. Die Stimmung im Stadio Artemio Franchi war regelrecht feindselig und Baggio wurde bei jedem Ballkontakt gnadenlos ausgepfiffen. Obwohl er als einer der besten Elfmeterschützen Italiens galt, ließ er Luigi De Agostini in der Partie gegen seinen Ex-Klub den Vortritt. Als Baggio nach seiner Auswechselung einen Fiorentina-Schal vor die Füße geworfen bekam, nahm er diesen auf und winkte sogar in Richtung der Ultras. Daraufhin erschienen zwei Tage später etwa 300 Juve-Anhänger beim Training und stellten Baggio zur Rede. Sie kritisierten die Szene mit dem Schal und warfen ihm Feigheit vor, weil er nicht zum Elfmeter angetreten war und Juventus dadurch mit 0:1 verloren hatte.
Im Sommer 1991 übernahm Giovanni Trapattoni den Trainerposten und unter seiner Verantwortung stabilisierten sich die Leistungen der Mannschaft wieder. Trapattoni setzte Baggio zumeist hinter den beiden Stürmern ein, womit er das Angriffsspiel auf ihn zuschnitt und seinen trequartista zum unumstrittenen Fixpunkt in der Offensive machte. Dabei stattete er Baggio mit zahlreichen Freiheiten aus und entband ihn weitgehend von Defensivarbeit. Mit 18 Saisontoren belegte Baggio hinter Marco van Basten erneut den zweiten Platz der Torschützenliste und als „Meister des ruhenden Balles“ zählte er mittlerweile zu den besten Elfmeter- und Freistoßschützen der Welt. Juventus Turin kehrte in die Spitzengruppe der Serie A zurück und wurde hinter dem übermächtigen AC Mailand Vizemeister der Saison 1991/92. In den Endspielen der Coppa Italia unterlag Juve dem AC Parma (1:0 und 0:2). In der folgenden Spielzeit 1992/93 präsentierte sich Baggio, der von Trapattoni zum neuen Mannschaftskapitän ernannt worden war, in absoluter Topform und er spielte den wohl besten Fußball seiner Karriere. Wenngleich Juves Offensive durch die Neuzugänge Gianluca Vialli, Fabrizio Ravanelli und Andreas Möller verstärkt wurde, erreichte Baggio seine persönliche Bestmarke von wettbewerbsübergreifend 30 Toren. Ihm gelang beim 5:1-Sieg über Udinese Calcio ein Viererpack und er belegte mit 21 Treffern zum dritten Mal den zweiten Platz der Torschützenliste. Obwohl Juventus im Meisterschaftskampf als Viertplatzierter erneut das Nachsehen hatte, war der Gewinn des UEFA-Pokals ein versöhnlicher Saisonhöhepunkt – der erste Titel für die Bianconeri seit drei Jahren. Der formstarke Baggio hatte sich im Halbfinale gegen Paris Saint-Germain mit drei Toren als Matchwinner erwiesen und stellte seine Klasse mit einem vorentscheidenden Doppelpack auch in den Finalspielen gegen Borussia Dortmund (3:1 und 3:0) unter Beweis. Der Gewinn des UEFA-Pokals sollte sein einziger internationaler Erfolg bleiben. Folgerichtig erhielt Baggio nach der für ihn überragenden Saison 1993 den Ballon d’Or als Europas Fußballer des Jahres und von der FIFA die Auszeichnung als Weltfußballer.

„Baggio ist keine klassische Nummer neun. Und auch keine zehn, sondern vielmehr eine ‹halbe› Nummer zehn.“

1993/94 untermauerte Baggio seinen Status als führender Offensivspieler Italiens mit 17 Saisontoren und belegte bei der Wahl zum Weltfußballer 1994 hinter Romário und Christo Stoitschkow den dritten Platz. Beim 4:0-Sieg gegen Genua 1893 erzielte er am 31. Oktober 1993 einen Hattrick, darunter sein 100. Tor in der Serie A und am 5. Dezember 1993 bestritt er sein 200. Ligaspiel. Auch in seiner vierten Saison mit der Alten Dame verpasste Baggio die ersehnte Meisterschaft und Juventus wurde mit drei Punkten Abstand hinter dem AC Mailand Vizemeister.
Zur Saison 1994/95 übernahm Marcello Lippi das Traineramt von Trapattoni. Lippi wollte der Mannschaft mehr Variabilität verleihen und die Offensive von Baggio unabhängiger machen, den er in seiner neuen 4-3-3-Formation auf der ungewohnten Position als linker Flügelstürmer einsetzte. Nach einer Knieverletzung fiel Baggio drei Monate aus und konnte erst im März 1995 wieder in den Spielbetrieb einsteigen. In der Zwischenzeit ersetzte ihn der aufstrebende Jungstar Alessandro Del Piero. In nur 17 Einsätzen verhalf Baggio seiner Mannschaft mit 8 Toren und 7 Vorlagen zum Gewinn der Meisterschaft – der erste Scudetto für Juventus seit 1986. Beim vorentscheidenden 4:0-Sieg über den AC Parma am 21. Mai 1995 hatte Baggio drei Torvorlagen beigesteuert. Juventus gewann auch die Coppa Italia (Baggio blieb ohne Einsatz in den Endspielen) und erreichte das Finale des UEFA-Pokals, verpasste jedoch durch die Niederlage gegen den AC Parma das „kleine“ Triple. Nach der Saison scheiterten die Vertragsverhandlungen zwischen Baggio und Manager Roberto Bettega sowie Ehren-Präsident Umberto Agnelli, da Juventus das Gehalt seines Stars, der als einer der am besten bezahlten Fußballer der Welt galt, halbieren wollte. Trainer Lippi teilte mit, zukünftig auf Del Piero bauen zu wollen, weshalb der Verein Baggio im Juni 1995 schließlich auf die Transferliste setzte.
Mit insgesamt 115 Toren in 200 Pflichtspielen (Torquote: 0,57) liegt Baggio derzeit auf dem 9. Platz der Rekordtorschützen von Juventus Turin.

### AC Mailand
Im Juli 1995 einigte sich Baggio mit der AC Mailand auf einen Vertrag und wechselte für 18 Milliarden Lire (9,6 Millionen Euro) zu dem von Silvio Berlusconi geführten Klub. Um in Italien bleiben zu können, hatte Baggio Angebote ausländischer Vereine wie Real Madrid, Manchester United oder den Blackburn Rovers abgelehnt. Die Rossoneri hatten in den vorherigen Jahren sowohl den italienischen als auch den europäischen Spitzenfußball dominiert und im Kader standen Ausnahmespieler wie Franco Baresi, Paolo Maldini, Demetrio Albertini, Dejan Savićević, Marcel Desailly oder George Weah. Den ersten Treffer für Milan erzielte Baggio beim 2:1-Heimsieg über Udinese Calcio am 2. Spieltag. Allerdings behinderten kleinere Verletzungen zu Saisonbeginn seinen Spielrhythmus und er musste sich erst in das taktische Konzept von Trainer Fabio Capello einfinden. Doch allmählich steigerten sich Baggios Leistungen und er konnte sich als hängende Spitze neben Weah etablieren. In seiner neuen Rolle zeichnete er sich weniger als Torjäger (7 Saisontore), denn als Vorlagengeber aus und war mit 12 Assists bester Vorbereiter der Serie A. Doch auf dem Spielfeld genoss Baggio nicht mehr die gewohnten Freiheiten und Capello wechselte ihn wegen mangelnder Fitness regelmäßig aus. Am drittletzten Spieltag der Saison 1995/96 sicherte sich die AC Mailand vorzeitig die Meisterschaft. Es war Baggios zweiter Scudetto in Folge und er ist damit einer von nur sechs Spielern, die den Titel in aufeinanderfolgenden Jahren mit verschiedenen Vereinen gewinnen konnten.
Die folgende Spielzeit (1996/97) verlief für den Titelverteidiger katastrophal, da Milan unter dem neuen Trainer Óscar Tabárez in eine sportliche Krise geriet und sich zwischenzeitlich sogar im Abstiegskampf wiederfand. Auch Baggio war formschwach und verlor seinen Stammplatz an Marco Simone. Als Tabárez im Dezember 1996 zurücktrat, wurde er durch den bisherigen italienischen Nationaltrainer Arrigo Sacchi ersetzt, der Baggio noch wenige Monate vorher nicht für den Spielerkader der Europameisterschaft nominiert hatte. Erwartungsgemäß kam Baggio auch bei den Rossoneri auf verhältnismäßig wenig Einsatzzeiten und brachte es in der Liga auf nur 23 Spiele (5 Tore). Das Verhältnis zu Sacchi war derart schlecht, dass sich Baggio im Februar 1997 in der Öffentlichkeit negativ über den Trainer äußerte und bei der historischen 1:6-Niederlage gegen Juventus Turin am 6. April 1997 seine Einwechselung verweigerte. Erst nach Zureden durch den Assistenztrainer war er zu einem Einsatz bereit. Im prestigeträchtigen Derby della Madonnina gegen Inter Mailand (1:3-Niederlage) gelang ihm zwei Wochen später sein einziger Rückrunden-Treffer. Wegen des Eklats aus dem Juve-Spiel stand Baggio die letzten beiden Spieltage nicht mehr im Kader. Am Saisonende belegte Milan einen enttäuschenden 11. Platz und war in der Vorrunde der UEFA Champions League vorzeitig ausgeschieden. In diesem Wettbewerb hatte Baggio am 11. September 1996 gegen den FC Porto seine erste Partie absolviert. Im Sommer 1997 zeichnete sich eine Rückkehr Fabio Capellos zur AC Mailand ab und auf Bitten des Spielers erteilte ihm die Vereinsführung die Freigabe für einen vorzeitigen Wechsel. Baggio befürchtete unter Capello endgültig ausgemustert zu werden und sich wegen mangelnder Spielpraxis nicht für die anstehende WM 1998 in Frankreich empfehlen zu können.

### FC Bologna
Nachdem sich Baggios Transfer zur AC Parma zerschlagen hatte, da Trainer Carlo Ancelotti ihn für sein 4-4-2-Spielsystem als nicht kompatibel hielt, schloss er sich am 18. Juli 1997 für 5,5 Milliarden Lire (1,8 Millionen Euro) dem FC Bologna an. In einem späteren Interview räumte Ancelotti ein, es sei ein großer Fehler gewesen, Baggio nicht verpflichtet zu haben. Was zunächst wie ein Rückschritt zu einem Mittelklasse-Verein aussah, sollte sich schließlich als Glücksfall erweisen und Baggio feierte 1997/98 seine sportliche „Wiedergeburt.“ Als äußeres Zeichen des Neuanfangs schnitt er sich zunächst sein ikonisches Zöpfchen ab und obwohl Baggio der große Star des Klubs war, stand er im beschaulichen Bologna weitaus weniger im Interesse der Sportpresse als in Mailand oder Turin. Endlich konnte Baggio eine Saison nahezu verletzungsfrei durchspielen und fand zu alter Stärke zurück, die ihm viele Kritiker nicht mehr zugetraut hatten. Zwar verlief die Hinrunde mit nur drei Siegen nicht zufriedenstellend und die Rossoblu rangierten auf dem 14. Tabellenplatz, doch in der Rückrunde starteten sie eine erfolgreiche Aufholjagd. Angeführt von der Angriffsreihe Igor Kolywanow (9 Saisontore), Kennet Andersson (12 Saisontore) und Roberto Baggio (22 Saisontore) schaffte Bologna am Saisonende den 8. Tabellenplatz und qualifizierte sich sogar für den UI-Cup. Gegen seinen Ex-Klub AC Mailand erzielte er am 19. April 1998 einen Doppelpack (Endstand 3:0), womit er eine eindrucksvolle Serie von 8 Toren in den letzten fünf Saisonspielen einläutete. Baggio hatte sich als drittbester Torjäger der Serie A eindrucksvoll zurückgemeldet und mit 22 Treffern seinen persönlichen Rekord aufgestellt. Allerdings war das Verhältnis zu Trainer Renzo Ulivieri nicht unproblematisch, da er Baggio wegen fehlender Defensivarbeit in der Partie gegen Juventus Turin aus der Startformation genommen hatte.

### Inter Mailand
Nach nur einem Jahr beim FC Bologna wechselte Baggio vor der Saison 1998/99 für 3,5 Milliarden Lire zu Inter Mailand, dem Lieblingsverein seiner Kindheit. Im Alter von 31 Jahren suchte er noch einmal die Herausforderung bei einem Champions-League-Teilnehmer und unterzeichnete einen Zwei-Jahres-Vertrag. Der ambitionierte Vereinspräsident Massimo Moratti hoffte mit der Offensive um Weltfußballer Ronaldo, Iván Zamorano, Youri Djorkaeff, Nicola Ventola und Baggio, die erste Meisterschaft seit 1989 in Angriff nehmen zu können. Sein Debüt gab er am 12. August 1998 gegen Skonto Riga, wobei er mit einem Tor und drei Vorlagen zum 4:0-Sieg beitrug. Verletzungsbedingt brachte es Baggio auf nur 23 Serie-A-Einsätze (5 Tore) und konnte die insgesamt hohen Erwartungen nicht erfüllen. Er wurde häufig auf den Flügelpositionen aufgeboten und bildete mit dem Langzeitverletzten Ronaldo nur selten das Sturmduo. Im vorletzten Gruppenspiel der Champions League (25. November 1998) sicherte Baggio seiner Mannschaft beim 3:1-Heimsieg über Real Madrid durch einen Doppelpack den Einzug ins Viertelfinale. Dort scheiterten sie am späteren Sieger Manchester United (2:0, 1:1). Trotz eines prominent besetzten Kaders verlief die Spielzeit für Inter Mailand chaotisch und sie verpassten die Qualifikation für den Europapokal. Die Nerazzurri, die vor Saisonbeginn zu den Titelkandidaten gezählt hatten, verschlissen vier Trainer und landeten lediglich auf einem enttäuschenden 8. Tabellenplatz.
Zur Saison 1999/00 übernahm Marcello Lippi das Traineramt und tätigte mit der Verpflichtung des Stürmers Christian Vieri einen Rekordtransfer. Bereits während ihrer gemeinsamen Zeit bei Juventus Turin hatte er Baggio ausgemustert, wodurch dessen Einsatzchancen deutlich sanken. Baggio berichtet in seiner Autobiographie, Lippi habe ihn endgültig fallen lassen, nachdem er sich geweigert habe, die Namen der Mitspieler zu nennen, die sich in der Kabine negativ über den Trainer geäußert hatten. Unter Lippi war er endgültig auf das Abstellgleis geraten und musste sich hinter seinen Konkurrenten Ronaldo, Christian Vieri, Iván Zamorano, Álvaro Recoba oder Adrian Mutu einreihen. Entweder stand er nicht einmal im Kader oder kam als Einwechselspieler nur zu sporadischen Einsätzen, weshalb Baggio erst am 18. Spieltag beim 2:1-Sieg über Hellas Verona sein erstes Saisontor gelang. Nach der Partie bestritt Baggio in einem Interview die Vorwürfe des Trainers in Bezug auf seine persönliche Form. Durch verletzungsbedingte Ausfälle am Saisonende, sah sich Lippi gezwungen, vermehrt auf Baggio zurückgreifen und durch ein 2:0 über Cagliari Calcio (ein Baggio-Tor) sicherte sich Inter Mailand den 4. Tabellenplatz. Anschließend mussten sie in den Play-offs um die Champions-League-Qualifikation gegen die AC Parma antreten. Vereinspräsident Moratti setzte Lippi öffentlich unter Druck, indem er den Verbleib des Trainers vom Ausgang dieser Partie abhängig machte. Der lange Zeit verschmähte Baggio bewies seine professionelle Einstellung und führte die Nerazzurri mit zwei Toren und einer Vorlage zum 3:1-Sieg, wodurch die Qualifikation zur Champions League gelang. In den Endspielen der Coppa Italia hatte Inter Mailand gegen Lazio Rom das Nachsehen (2:1, 0:0) und verpasste den Titel. Insgesamt brachte es Baggio auf nur 18 Ligaspiele (4 Tore) und er verlängerte seinen auslaufenden Vertrag nicht.

### Brescia Calcio
Nach einer sportlich unbefriedigenden Zeit in Mailand war der 33-jährige Baggio im Sommer 2000 vereinslos. Um seine Chancen auf eine Nominierung für die Weltmeisterschaft 2002 zu wahren, wollte Baggio in Italien bleiben, lehnte jedoch zunächst Angebote verschiedener Vereine (AC Reggiana, SSC Neapel) ab. Schließlich entschied er sich für den Aufsteiger Brescia Calcio und Trainer-Routinier Carlo Mazzone gewährte seinem Star nahezu alle sportlichen Freiheiten. Nach kleineren Verletzungen in der Hinrunde avancierte der formstarke Baggio zum entscheidenden Kreativspieler und zahlte das Vertrauen zurück. In der Saison 2000/01 gelangen ihm bemerkenswerte 10 Tore und 10 Vorlagen. Dabei ergänzte er sich hervorragend mit seinem gleichaltrigen Sturmpartner Dario Hübner (17 Tore) und erlebte wie seinerzeit in Bologna eine sportliche Wiedergeburt. Die Fahrstuhlmannschaft Brescia Calcio erreichte mit dem 7. Tabellenplatz die beste Platzierung seit 1946 und qualifizierte sich sogar für den UEFA Intertoto Cup. Dort unterlagen sie erst im Finale Paris Saint-Germain durch die Auswärtstorregel (0:0, 1:1) und verpassten die Qualifikation für den UEFA-Pokal. Seine Leistungen brachten Baggio sogar eine Nominierung für den Ballon d’Or als Europas Fußballer des Jahres ein, belegte in der Gesamtwertung allerdings nur den 25. Platz. 2001 erhielt Baggio erstmals die Auszeichnung als Italiens Fußballer des Jahres.
Zu Beginn der folgenden Spielzeit (2001/02) präsentierte sich Baggio in herausragender Verfassung und führte die Torschützenliste der Serie A nach dem 9. Spieltag mit 8 Treffern an. Baggio konnte sich berechtigte Hoffnungen machen, von Nationaltrainer Giovanni Trapattoni für den WM-Kader nominiert zu werden. Doch am 28. Oktober 2001 riss er sich im Ligaspiel gegen die AC Venedig (3:2) das vordere Kreuzband im linken Knie und musste drei Monate aussetzen. Als Baggio am 27. Januar 2002 (20. Spieltag gegen US Lecce) sein Comeback feierte, folgte der nächste Schock: Er verletzte sich erneut schwer und erlitt einen Meniskusriss an dem soeben geheilten Knie. Nach erfolgter Operation war Baggio schon nach 76 Tagen wieder einsatzbereit und kehrte noch in der laufenden Saison am 21. April 2002 gegen die AC Florenz ein zweites Mal zurück.
Baggio schaffte mit Brescia Calcio vier Mal den Klassenerhalt und überschritt in dieser Zeit die Grenze von 200 Toren in der Serie A.
Am 16. Mai 2004, beim Auswärtsspiel gegen den AC Mailand, verabschiedete Baggio sich von der nationalen Fußballbühne; er wurde in der 84. Minute ausgewechselt und erhielt von den rund 80.000 Zuschauern im Giuseppe-Meazza-Stadion minutenlang stehenden Applaus. Ohne Baggio, dessen Rückennummer „10“ Brescia nicht mehr vergibt, schaffte der Verein im darauffolgenden Jahr den Klassenerhalt nicht und stieg in die Serie B ab.
Insgesamt absolvierte Baggio in der Serie A 456 Spiele und erzielte dabei 205 Tore.

## Nationalmannschaft

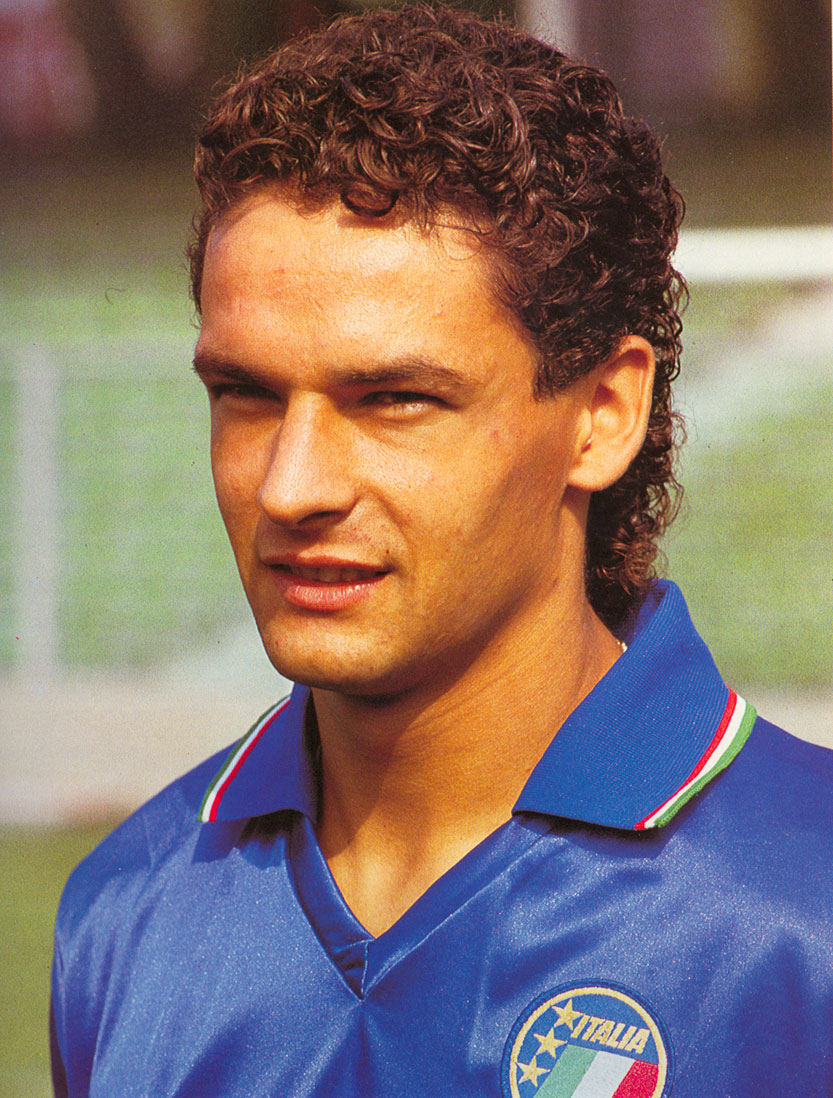
Roberto Baggio im Trikot der italienischen Nationalmannschaft (1990)

### WM 1990
Am 16. November 1988 bestritt Baggio gegen die Niederlande (1:0) sein erstes Länderspiel für die Squadra Azzurra. 1990 berief Nationaltrainer Azeglio Vicini ihn in das italienische Aufgebot für die anstehende Heim-WM und Baggio ging zunächst als Reservespieler in das Turnier. Nachdem er in den ersten beiden Vorrundenpartien nicht berücksichtigt worden war, erhielt er im letzten Gruppenspiel gegen die Tschechoslowakei seine Chance als Sturmpartner von Salvatore Schillaci. In der Schlussphase traf Baggio nach einer starken Einzelaktion sehenswert zum vorentscheidenden 2:0 und den Treffer bezeichnete man später als „schönstes Tor der WM 1990.“ Durch seine Vorstellung hatte sich Baggio einen Stammplatz für die K.O.-Phase gesichert, fand sich jedoch trotz guter Leistungen im Halbfinale gegen Titelverteidiger Argentinien zunächst auf der Ersatzbank wieder. Vicini hatte dem erfahrenen Gianluca Vialli den Vorzug gegeben, und Baggio wurde erst zur 73. Minute eingewechselt. Italien scheiterte mit 3:4 im Elfmeterschießen, wobei Baggio seinen Strafstoß gegen Sergio Goycochea verwandeln konnte. Für seine Entscheidung, Baggio nicht von Beginn an aufzubieten, wurde Vicini von der Sportpresse und den Tifosi hart kritisiert. Im abschließenden Spiel um den dritten Platz (2:1-Sieg über England) bildete Baggio wieder mit Schillaci den Angriff und erzielte in der 71. Minute das Führungstor.

### WM 1994
Nachdem Italien die Qualifikation zur Europameisterschaft 1992 verpasst hatte, übernahm Arrigo Sacchi das Traineramt und übertrug seine Spielphilosophie auf die Nationalmannschaft. Unter Sacchi avancierte Baggio endgültig zur festen Größe und er führte Italien am 18. November 1992 gegen Schottland einmalig als Mannschaftskapitän aufs Feld. Während der WM-Qualifikation sicherte Baggio den Azzurri mit 5 Toren und 7 Vorlagen die Teilnahme.
Als amtierender Weltfußballer zählte Baggio im Vorfeld der WM 1994 zu den größten Stars des Turniers in den Vereinigten Staaten und war Hoffnungsträger der Tifosi. Doch die hoch gehandelte italienische Mannschaft startete mit einer überraschenden 0:1-Niederlage gegen Irland und wirkte in der Vorrunde behäbig und ideenlos. In der zweiten Partie gegen Norwegen (1:0) wurde Baggio schon nach 21 Minuten aus taktischen Gründen von Sacchi ausgewechselt, da Torhüter Gianluca Pagliuca einen Platzverweis bekommen hatte. Sichtlich fassungslos verließ Baggio das Spielfeld, behielt aber nach einer Aussprache mit Sacchi seinen Stammplatz. Nach schwachen Auftritten in den Gruppenspielen avancierte der bislang enttäuschende Baggio in der Finalrunde zu einem der prägendsten Akteure der WM und führte Italien mit 5 Toren nahezu im Alleingang ins Endspiel. Zunächst rettete Baggios Doppelpack (88. und 100. Minute) Italien im Achtelfinale gegen Nigeria vor dem Ausscheiden und er war auch im Viertelfinale der umjubelte Matchwinner, als er in der 87. Minute den 2:1-Siegtreffer über Spanien besorgte. Im Halbfinale gegen Bulgarien (2:1) überragte wieder einmal Baggios individuelle Klasse und mit einem Doppelpack schoss er die Azzurri ins Finale nach Pasadena. Dort wurde Baggio, der mit einer Oberschenkelzerrung angeschlagen in das Spiel gegen Brasilien gegangen war, zum tragischen Helden. Nach 120 torlosen Minuten war es ausgerechnet Baggio, der den Ball im Elfmeterschießen beim Stand von 3:2 über das Tor schoss. Da vor ihm bereits zwei andere Italiener und nur ein Brasilianer verschossen hatten, bedeutete der Fehlschuss das Ende aller Titelträume und er machte Brasilien zum Weltmeister. Das Bild von Baggio, der still mit gesenktem Kopf am Elfmeterpunkt verharrte, ging um die Welt.

„Ich wusste, was ich tun musste. Aber ich war so müde, dass ich den Ball zu hart zu schiessen versuchte.“

Trotzdem wurde Baggio nach dem Turnier in das FIFA-All-Star-Team gewählt und war mit fünf Treffern neben Romário, Jürgen Klinsmann und Kennet Andersson Zweitplatzierter der Torschützenliste. Am Jahresende belegte Baggio bei der Wahl zum Ballon d’Or (Europas Fußballer des Jahres) hinter Christo Stoitschkow den zweiten Platz.

### WM 1998
Seine Leistung und die ständigen Aufforderungen seiner Tifosi an den damaligen Nationaltrainer Cesare Maldini verhalfen ihm zur Teilnahme an der WM 1998 in Frankreich. Nach durchwachsenen Leistungen bei Inter Mailand wurde er nicht zur EM 2000 mitgenommen. Trotz konstant guter Leistungen in Brescia wurde er weder für die WM 2002 noch für die EM 2004 nominiert. Unter Giovanni Trapattoni bestritt er am 28. April 2004 im Freundschaftsspiel gegen Spanien sein Abschiedsspiel in der Nationalmannschaft.

## Erfolge

### Vereine
- UEFA-Pokalsieger: 1992/93
- Italienischer Meister: 1994/95, 1995/96
- Italienischer Pokalsieger: 1994/95
- Italienischer Supercupsieger: 1995

### Nationalmannschaft
- WM-Dritter: 1990
- Vize-Weltmeister: 1994

### Individuelle Auszeichnungen
- FIFA-Weltfußballer des Jahres: 1993
- Ballon d’Or („Europas Fußballer des Jahres“): 1993
- Europas Fußballer des Jahres als U-23-Spieler: 1990
- Ritter des Verdienstordens der Italienischen Republik: 1991
- Torschützenkönig des Europapokals der Pokalsieger: 1990/91
- Onze d’or: 1993
- World Soccer Spieler des Jahres: 1993
- Fußball-Weltmeisterschaft 1994: All-Star-Team, Silberner Ball
- Guerin d’Oro (Bester Spieler der Serie A): 2001
- Aufnahme in die FIFA 100
- Peace Summit Award 2010
- 2011 Aufnahme in die Hall of Fame des Italienischen Fußballs

## Saisonstatistik
| Verein            | Liga            | Saison          | Liga   | Liga | Pokal  | Pokal | Europapokal | Europapokal | Andere | Andere | Gesamt | Gesamt |
| Verein            | Liga            | Saison          | Spiele | Tore | Spiele | Tore  | Spiele      | Tore        | Spiele | Tore   | Spiele | Tore   |
| ----------------- | --------------- | --------------- | ------ | ---- | ------ | ----- | ----------- | ----------- | ------ | ------ | ------ | ------ |
| Lanerossi Vicenza | Serie C         | 1982/83         | 1      | 0    | -      | -     | -           | -           | -      | -      | 1      | 0      |
| Lanerossi Vicenza | Serie C         | 1983/84         | 6      | 1    | 6      | 1     | -           | -           | -      | -      | 12     | 2      |
| Lanerossi Vicenza | Serie C         | 1984/85         | 29     | 12   | 5      | 2     | -           | -           | -      | -      | 34     | 14     |
| Gesamt            | Gesamt          | Gesamt          | 36     | 13   | 11     | 3     | -           | -           | -      | -      | 47     | 16     |
| AC Florenz        | Serie A         | 1985/86         | 0      | 0    | 5      | 0     | -           | -           | -      | -      | 5      | 0      |
| AC Florenz        | Serie A         | 1986/87         | 5      | 1    | 4      | 2     | 1           | 0           | -      | -      | 10     | 3      |
| AC Florenz        | Serie A         | 1987/88         | 27     | 6    | 7      | 3     | -           | -           | -      | -      | 34     | 9      |
| AC Florenz        | Serie A         | 1988/89         | 31     | 15   | 10     | 9     | -           | -           | -      | -      | 41     | 24     |
| AC Florenz        | Serie A         | 1989/90         | 32     | 17   | 2      | 1     | 12          | 1           | -      | -      | 46     | 19     |
| Gesamt            | Gesamt          | Gesamt          | 95     | 39   | 28     | 15    | 13          | 1           | -      | -      | 136    | 55     |
| Juventus Turin    | Serie A         | 1990/91         | 33     | 14   | 5      | 3     | 8           | 9           | 1      | 1      | 47     | 27     |
| Juventus Turin    | Serie A         | 1991/92         | 32     | 18   | 8      | 4     | -           | -           | -      | -      | 40     | 22     |
| Juventus Turin    | Serie A         | 1992/93         | 27     | 21   | 7      | 3     | 9           | 6           | -      | -      | 43     | 30     |
| Juventus Turin    | Serie A         | 1993/94         | 32     | 17   | 2      | 2     | 7           | 3           | -      | -      | 41     | 22     |
| Juventus Turin    | Serie A         | 1994/95         | 17     | 8    | 4      | 2     | 8           | 4           | -      | -      | 29     | 14     |
| Gesamt            | Gesamt          | Gesamt          | 141    | 78   | 26     | 14    | 32          | 22          | 1      | 1      | 200    | 115    |
| AC Mailand        | Serie A         | 1995/96         | 28     | 7    | 1      | 0     | 5           | 3           | -      | -      | 34     | 10     |
| AC Mailand        | Serie A         | 1996/97         | 23     | 5    | 5      | 3     | 5           | 1           | -      | -      | 33     | 9      |
| Gesamt            | Gesamt          | Gesamt          | 51     | 12   | 6      | 3     | 10          | 4           | -      | -      | 67     | 19     |
| FC Bologna        | Serie A         | 1997/98         | 30     | 22   | 3      | 1     | -           | -           | -      | -      | 33     | 23     |
| Gesamt            | Gesamt          | Gesamt          | 30     | 22   | 3      | 1     | -           | -           | -      | -      | 33     | 23     |
| Inter Mailand     | Serie A         | 1998/99         | 23     | 5    | 6      | 1     | 6           | 4           | -      | -      | 35     | 10     |
| Inter Mailand     | Serie A         | 1999/00         | 19     | 6    | 5      | 1     | -           | -           | -      | -      | 24     | 7      |
| Gesamt            | Gesamt          | Gesamt          | 42     | 11   | 11     | 2     | 6           | 4           | -      | -      | 59     | 17     |
| Brescia Calcio    | Serie A         | 2000/01         | 25     | 10   | 3      | 0     | -           | -           | -      | -      | 28     | 10     |
| Brescia Calcio    | Serie A         | 2001/02         | 12     | 11   | 1      | 0     | 2           | 1           | -      | -      | 15     | 12     |
| Brescia Calcio    | Serie A         | 2002/03         | 32     | 12   | -      | -     | -           | -           | -      | -      | 32     | 12     |
| Brescia Calcio    | Serie A         | 2003/04         | 26     | 12   | -      | -     | -           | -           | -      | -      | 26     | 12     |
| Gesamt            | Gesamt          | Gesamt          | 95     | 45   | 4      | 0     | 2           | 1           | -      | -      | 101    | 46     |
| Karriere Gesamt   | Karriere Gesamt | Karriere Gesamt | 490    | 220  | 89     | 38    | 63          | 32          | 1      | 1      | 643    | 291    |

| Nationalmannschaft | Nationalmannschaft | Nationalmannschaft |
| Jahr               | Spiele             | Tore               |
| ------------------ | ------------------ | ------------------ |
| 1988               | 1                  | -                  |
| 1989               | 6                  | 3                  |
| 1990               | 9                  | 4                  |
| 1991               | 2                  | 1                  |
| 1992               | 7                  | 6                  |
| 1993               | 7                  | 5                  |
| 1994               | 12                 | 5                  |
| 1995               | 1                  | -                  |
| 1996               | -                  | -                  |
| 1997               | 2                  | 1                  |
| 1998               | 6                  | 2                  |
| 1999               | 2                  | -                  |
| 2000               | -                  | -                  |
| 2001               | -                  | -                  |
| 2002               | -                  | -                  |
| 2003               | -                  | -                  |
| 2004               | 1                  | -                  |
| Gesamt             | 56                 | 27                 |

## Sonstiges
Baggio ist Anhänger der neuen religiösen Bewegung Sōka Gakkai.
Am 26. Mai 2021 veröffentlichte der Streaming-Dienst Netflix ein biographisches Filmdrama über Baggio mit dem Titel Baggio: Das göttliche Zöpfchen, in welchem er von Andrea Arcangeli dargestellt wird.